# Wadgassen
Wadgassen – miejscowość i gmina w zachodnich Niemczech, w kraju związkowym Saara, w powiecie Saarlouis..

## Historia
W 1135 założono klasztor norbertanów.